# モリキ・リード
モリキ・リード（Moriki Read、1996年4月13日 - ）は、ニュージーランド出身のラグビー選手。

## プロフィール
- ポジションはウィング(WTB)、フルバック(FB)。
- 身長 178cm、体重 84kg
- 7人制日本代表に選ばれたことがある[2]。

## 来歴
Kamo H.Sでラグビーを始めた。
2016年、札幌山の手高校卒業後、東海大学に入る。なお札幌山の手高校時代、高校日本代表に選ばれたことがある。